# Neoclypeodytes amybethae
Neoclypeodytes amybethae är en skalbaggsart som beskrevs av K. B. Miller 2001. Neoclypeodytes amybethae ingår i släktet Neoclypeodytes och familjen dykare. Inga underarter finns listade i Catalogue of Life.